# Форменка

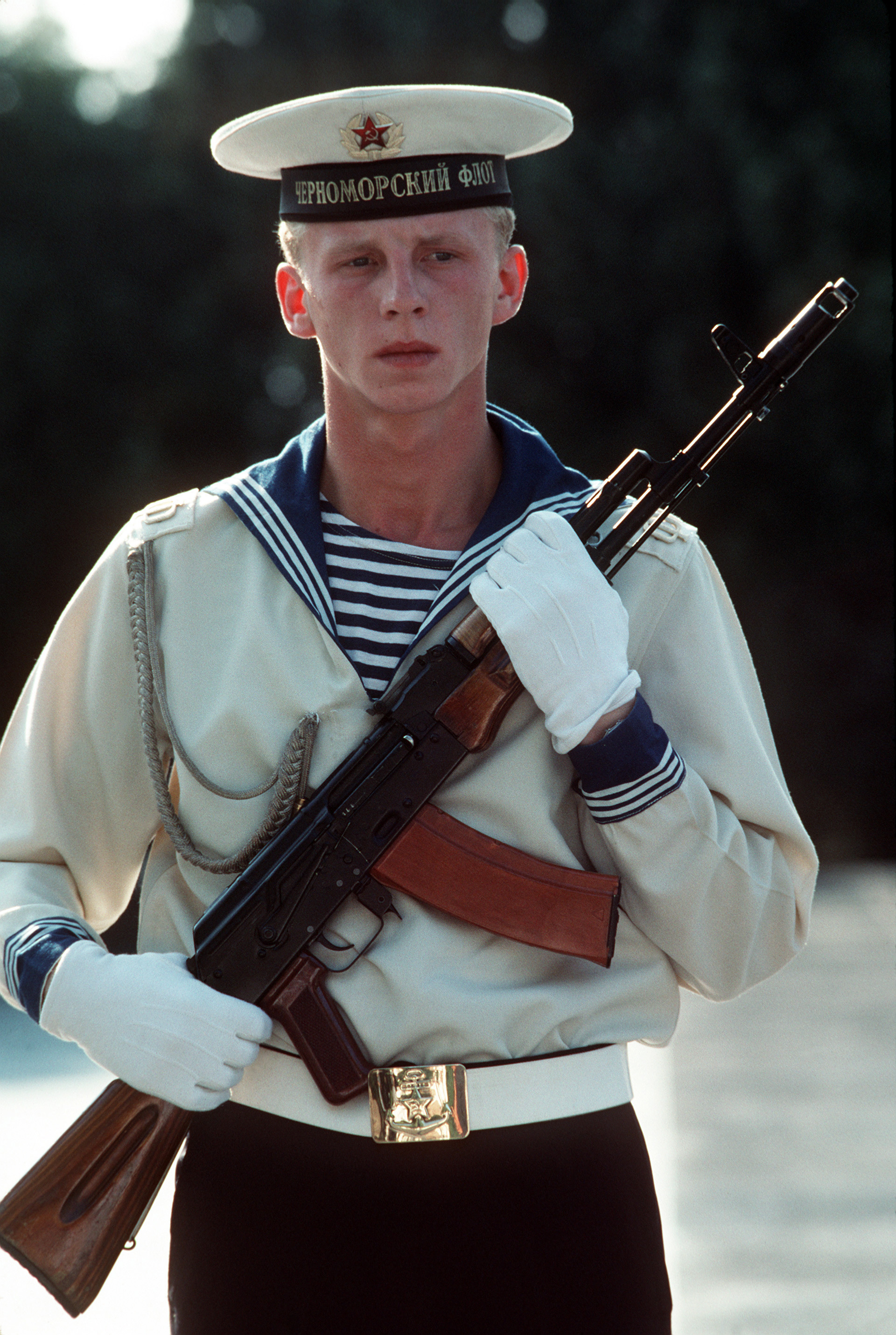
Матрос Черноморского флота в белой форменке.

Форменка (также голландка белая, у производителя «рубашка форменная типа Б») — форменная рубаха рядового и старшинского состава ВМФ РФ из отбеленного хлопчатобумажного полотна (диагонали) с вырезом на груди, отложным синим воротником и рукавными обшлагами сине-белого цвета, носимая в летнее время (форма №1 и №2)
Состоит из переда, спинки, воротника и рукавов. Перед и спинка цельные. В верхней части переда, посредине, разрез. Рукава втачные с манжетами, застегивающимися на одну пластмассовую пуговицу. Внизу боковых швов разрезы (шлицы). Широкий отложной воротник и манжеты — из бязи тёмно-синего цвета с тремя белыми полосами: в воротнике — по отлёту и боковым сторонам, в манжетах — по верхнему краю и боковым сторонам. Погончики белые нашивные соответственно воинскому званию.

## История
Белая полотняная рубаха на флоте появилась в 1860 году. Первоначально она имела закругленный отложной воротник с двумя синими полосками. Матросы гвардейского экипажа взамен синих полосок имели красные.
В 1871 году в двух экипажах появились прямоугольные синие воротники. И, наконец, 19 августа 1874 года для всего рядового состава флота утверждена единая летняя рубаха с синим воротником, по краям которого шли две белые полоски. Воспитанники военно-морских училищ имели одну полоску. В 1882 году взамен двух и одной полосок на воротниках форменных рубах были утверждены три полоски, сохранившиеся до наших дней.